# Мавзолей
Мавзоле́й (лат. mausoleum — от др.-греч. Μαυσωλεῖον; на Востоке: араб. مزار‎ — мазар, перс. — آرامگاه — арамго́х, место упокоения, مقبره — макбаре́) — монумент, погребальное сооружение, включавшее камеру, где помещались останки умершего, и иногда поминальный зал.
Назван по пышной гробнице карийского царя Мавсола в городе Галикарнас (около современного города Бодрум в Турции). Впоследствии мавзолеи получили большое распространение в Древнем Риме: мавзолей Августа, мавзолей Адриана, мавзолей Галлы Плацидии, мавзолей Юлиев в Сен-Реми-де-Прованс.
Мавзолеем может также называться здание, содержащее множество склепов для погребения. Современные мавзолеи часто имеют колумбарий для праха кремируемого. Мавзолеи могут быть самостоятельными зданиями или частью большего сооружения — церкви, трибуны. В исламских странах имеется немало мавзолеев, почитаемых населением и представляющих религиозную и архитектурную ценность (см. мавзолеи Хивы, Мавзолей Кира в Пасаргадах, Гур-Эмир, Тадж-Махал, Мавзолей Ясауи).

## Современные мавзолеи
Подчёркнуты названия мавзолеев тех деятелей, тела которых были подвергнуты бальзамированию.
Курсивом выделены названия мавзолеев тех деятелей, которые не связаны с политикой или военным делом.

### Европа
- Мавзолей Низами Гянджеви близ Гянджи (Азербайджан, с 1947, перестроен в 1991)
- Мавзолей Данте Алигьери (Равенна, Италия)
- Пантеон (Рим, Италия)
- Мавзолей Мориса Саксонского в Церкви Святого Фомы (Страсбург, Франция)
- Пантеон (Париж, Франция)
- Мавзолей Шарлоттенбургского дворца (Берлин, Германия, с 1810)
- Мавзолей М. Б. Барклая де Толли в деревне Йыгевесте (волость Хельме, Эстония, с 1832)
- Мавзолей Гамильтона в Гамильтоне (Шотландия, Великобритания, с 1842—1858)
- Мавзолей Вельфов (Ганновер, Германия, с 1842)
- Мавзолей Герцогини Кентской в имении Фрогмор (графство Беркшир, Великобритания, с 1850—1861)
- Мавзолей Королевы Виктории и Принца Альберта в имении Фрогмор (графство Беркшир, Великобритания, с 1862—1871, Виктория — с 1901)
- Мавзолей кайзера Фридриха I в Фриденскирхе (Потсдам, Германия)
- Мавзолей-склеп русским воинам в Разграде (Болгария, с 1879—1880)
- Мавзолей Н. И. Пирогова в селе Пирогово под Винницей (Украина, с 1881)
- Мавзолей К. В. Шейблера в Лодзи (Польша, с 1881)
- Мавзолей Александра I Баттенбергского в Софии (с 1897)
- Мавзолей Израиля и Элеоноры Познанских в Лодзи (Польша, с 1900)
- Мавзолей Юзелиуса в Пори (Финляндия, с 1901—1903)
- Мавзолей-часовня Святого Георгия Победоносца (останки русских и румынских воинов) в Плевене (Болгария, с 1903—1907)
- Опленац — Мавзолей Карагеоргиевичей в Церкви Святого Георгия в Тополе (община Топола, Шумадийский округ, Сербия, с 1910)
- Мавзолей Владислава III Варненьчика в Варне (Болгария, с 1924—1935)
- Мавзолей Г. И. Котовского в Котовске (Одесская область, Украина, 1925—1941 и с 1965)
- Мавзолей югославских солдат (погибших в Чехии в Первой Мировой войне) в Оломоуце (Чехия, с 1926)
- Мавзолей Анфима I в Видине (Болгария, с 1934)
- Мавзолей Карла Дуйсберга в Леверкузене (земля Северный Рейн — Вестфалия, Германия, с 1935)
- Мавзолей М. К. Ататюрка (с 1953) и И. Инёню (с 1973) («Аныткабир») в Анкаре (с 1944—1953)
- Мавзолей К. Готвальда в Праге (1948—1962, мавзолей действовал до 1991)
- Мавзолей Г. М. Димитрова в Софии (1949—1999)
- Мавзолей В. И. Ленина в Москве (в 1953—1961 в нём также находилось тело И. В. Сталина)
- Мавзолей Кесене в Варненском районе Челябинской области, в 3 километрах к востоку от села Варна
- Памятник-мавзолей в Треблинке-2 близ д. Треблинка (Мазовецкое воеводство, Польша, с 1959—1964)
- Памятник-мавзолей бойцов Советской Армии в Лодзи (Польша, с 1961)
- Мавзолей коммунистических героев в парке Свободы в Бухаресте (в т.ч. был забальзамирован и захоронен Георге Георгиу-Деж в 1965—1990)
- Мавзолей Петра II Петровича Негоша на вершине горы Ловчен близ Котора (Черногория, с 1974—1975)
- Пантеон Г. С. Раковского в Котеле (Сливенская область, Болгария, с 1981)
- Мавзолей И. Броза Тито (Дом цветов) в Белграде (с 1982)
- Мавзолей А. Изетбеговича в Сараево (возможно, с 2007)

### Азия
- Мавзолей Алаша-хана в Улытауском районе Карагандинской области в 2 км к юго-западу от села Малшыбай на правом берегу реки Каракенгир
- Мавзолей Айша-биби 18 км от города Тараз.
- Мавзолей Джучи-хана в Улытауском районе Карагандинской области в 50 км к северо-востоку от Жезказгана
- Мавзолей Ходжи Ахмеда Ясави в городе Туркестан в Туркестанской области Казахстана
- Мазар Козы Корпеш и Баян сулу в Аягозском районе Восточно-Казахстанской области в 7 км к юго-западу от села Тарлаулы, на правом берегу реки Аягуз, в 11 км к западу от станции Тансык
- Мавзолей Пахлаван-Махмуда в Хорезме, в городе Хива
- Мавзолей Дузена (Жуздена) в 30 км к северо-западу от Малшыбая (Улытауский район, Карагандинская область, Казахстан, с 1863—1866)
- Мавзолей Лабака в 20 км к юго-востоку от Малшыбая (Улытауский район, Карагандинская область, Казахстан, с 1874)
- Мавзолей Сундета в 30 км к северо-северо-западу от Оймауыта (Байганинский район, Актюбинская область, Казахстан, со 2-й половины XIX в.)
- Мавзолей Жубана в 90 км к северу от Кульсары (Атырауская область, Казахстан, с 1880—1898)
- Мавзолей Омара и Тура в 20 км к северу от Кульсары (Бейнеуский район, Мангистауская область, Казахстан, с 1897—1898)
- Мавзолей Абдур-Рахмана в Кабуле (возможно, с 1901)
- Мавзолей Баба в Хайфе (Израиль, с 1909). С 1921 года в нём также покоятся останки Абдул-Баха.
- Мавзолей Зейнуллы в 0,5 км к северо-востоку от Жолши (Зайсанский район, Восточно-Казахстанская область, Казахстан, с 1925)
- Комплекс 4 мавзолеев Императорского кладбища Мусаси: императоров Ёсихито (с 1927) и Хирохито (с 1989), императриц Тэймэй (с 1951) и Кодзюн (с 2000) в Хатиодзи (префектура Токио, Япония)
- Мавзолей Сунь Ятсена в Нанкине (КНР, с 1926—1929)
- Королевский мавзолей Хашимитов (погребения: Хусейна ибн Али, Фейсала I, Гази I и Фейсала II) в Багдаде (возможно, после 1933)
- Мавзолей Джамбула (Жамбыла Жабаева) в Жамбыле (Жамбылский район (Алматинская область), Алматинская область, Казахстан, с 1938—1946)
- Мавзолей мучеников (Аун Сана и 7-ми членов правительства готовившейся к независимости Бирмы, убитых в 1947) в Янгоне (Мьянма, после 1947)
- Мавзолей М. Икбала в Лахоре (провинция Пенджаб, Пакистан, после 1947)
- Мавзолей Резы Пехлеви в городе Рей близ Тегерана (1950—1980)
- Мавзолей Лиакат Али Хана в Карачи (Пакистан, возможно, с 1951)
- Мавзолей Авиценны в Хамадане (Иран, с 1952)
- Мавзолей Сухэ-Батора и Чойбалсана в Улан-Баторе (1952—2005)
- Мавзолей Соломона и Сиримаво Бандаранаике в резиденции Хуракулла-Валаува в Аттханагалле (Западная провинция, Шри-Ланка, возможно, с 1959)
- Мавзолей Фазлула Хака, Х. Ш. Сухраварди и Х. Назимуддина («Сухраварди Удиан») в Дакке (возможно, с 1964)
- Мавзолей писателя Такин Кодо Хмайна в Янгоне (Мьянма, с 1966)
- Мавзолей Фатимы Джинны в Карачи (Пакистан, возможно, с 1967)
- Мавзолей Мухаммада Али Джинны («Мазар-э-Кайд», то есть Мавзолей Вождя) в Карачи (Пакистан, с 1960-х — 1970)
- Мавзолей Хо Ши Мина в Ханое (с 1973—1975)
- Временный мавзолей Чан Кайши в Таоюане, Китайская Республика (с 1975)
- Мавзолей Мао Цзэдуна в Пекине (с 1976—1977)
- Мавзолей М. Кесона (Мемориальный круг Кесона) в Кесон-Сити (Филиппины, с 1952—1978)
- Мавзолей Зульфикара Али Бхутто в Бархи-Худа-Бахше близ Наудеро (провинция Синд, Пакистан, после 1979, также в мавзолей помещены тела 3-х других членов семьи Бхутто: Муртазы — в 1996, Беназир — в 2007 и Нусрат — в 2011)
- Временный мавзолей Цзян Цзинго (Мавзолей Даси) в Таоюане, Китайская Республика (с 1988)
- Мавзолей Кхи Чжи в Янгоне (Мьянма, с 1988)
- Мавзолей аятоллы Хомейни на кладбище Бехеште-Захра к югу от Тегерана (с 1989)
- Мавзолей Ф. Маркоса в Бадоке (провинция Северный Илокос, Филиппины, с 1993)
- Мавзолей Ким Ир Сена (с 1994) и Ким Чен Ира (с 2011) (Кымсусанский мемориальный дворец Солнца) в Пхеньяне
- Мавзолей Хафеза и Басиля Асадов в Кардахе близ Латакии (Сирия, с 1994, Х. Асад — с 2000)
- Мавзолей Ахмада Шах Масуда в 8 км от Базарака (провинция Панджшер, Афганистан, построен не позднее 2009)
- Мавзолей С. Ниязова в Кипчаке в 15 км от Ашхабада (Ахалский велаят, Туркменистан, с 2006)
- Мавзолей Я. Арафата в Рамалле (с 2007)
- Мавзолей Сухарто (Дворец воскресшей горы) в 35 км к востоку от Суракарты (провинция Центральная Ява, Индонезия, с 2008)
- Мавзолей Ислама Каримова (с 2016)

### Африка
- Мавзолей Махди в Омдурмане (Судан, 1886—1898 и с 1956)
- Мавзолей Мухаммеда V (Королевский мавзолей) в Рабате (с 1966—1898, также в 1999 помещено тело Хасана II)
- Мавзолей Кваме Нкрумы в Аккре (после 1972)
- Мавзолей Дж. Кениаты в Найроби (с 1978)
- Мавзолей А. А. Нету в Луанде (1979—1992)
- Мавзолей Х. Бургибы в Монастире (Тунис, возможно, с 2000)
- Мавзолей Дж. Гаранга де Мабиора в Джубе (возможно, с 2005)
- Мавзолей Бингу ва Мутарики в Лилонгве (возможно, с 2012)

### Северная Америка
- Мавзолей Гловера в Демополисе (штат Алабама, США, с 1841—1845)
- Мавзолей А. Линкольна в Спрингфилде (штат Иллинойс, США, с 1871—1874)
- Стэнфордский мавзолей в Стэнфордском университете близ Пало-Альто (штат Калифорния, США, с 1884)
- Гробница Уэйнрайта в Сент-Луисе (штат Миссури, США, с 1892)
- Мавзолей У. Гранта (Национальный мемориал генерала Гранта) в Нью-Йорке (штат Нью-Йорк, США, с 1897)
- Мавзолей Итонов в Торонто (провинция Онтарио, Канада, возможно, с 1907)
- Мавзолей Монумента независимости в Мехико (содержит тела М. Идальго и 13 других героев войны за независимость Мексики от Испании) (с 1900—1910)
- Мавзолей Такома в Такоме (штат Вашингтон, США, с 1910)
- Мавзолей Монумента героев Эль-Полворина (6 героев освобождения Пуэрто-Рико от власти Испании) в Понсе (Пуэрто-Рико, США, с 1911)
- Мавзолей Г. Флэглера в Сент-Огастине (штат Флорида, США, с 1913)
- Мавзолей Монумента Революции в Мехико, где захоронены Венустиано Карранса (с 1942 года), Франсиско И. Мадеро (с 1960 года), Плутарко Элиас Кальес (с 1969 года), Франсиско (Панчо) Вилья и Ласаро Карденас (с 1970 года)
- Мавзолей мучеников (17 бойцов, погибших при нападении на казармы Монкада в 1953) в Артемисе (Куба, с 1977)
- Мавзолей К. Фонсеки Амадора в Манагуа (возможно, с 1979)
- Мавзолей Э. Че Гевары в Санта-Кларе (Куба, с 1997)
- Мавзолей З. Тейлора в Луисвилле (штат Кентукки, США, с 1926).

### Южная Америка
- Мавзолей Освободителя Америки в Национальном пантеоне Венесуэлы (содержит тела 149 национальных героев Венесуэлы) в Каракасе (с 1874)
- Мавзолей площади Героев (героев Второй Тихоокеанской войны) в Вальпараисо (Чили, возможно, с 1883)
- Мавзолей Х. Артигаса в Монтевидео (с 1930)
- Обелиск-мавзолей героев 1932-го (пяти героев-паулистов Конституционалистской революции 1932) в Сан-Паулу (Бразилия, с 1947—1970)
- Мавзолей Ш. Шику в Уберабе (штат Минас-Жерайс, Бразилия) (с 2002)
- Мавзолей Х. Д. Перона в Буэнос-Айресе (с 2006; в другом месте в 1952—1955 для всеобщего доступа было открыто забальзамированное тело Э. Перон, в 1974—1976 правительство И. Мартинес де Перон безуспешно пыталось спроектировать мавзолей «Алтарь Отчизны» для героев Аргентины, в том числе Хуана и Эвы, затем тело Эвы похоронили в семейном склепе Дуарте)
- Мавзолей С. Боливара в Каракасе (с 2013)
- Мавзолей У. Чавеса в «Картель-де-ла-Монтанья» в Каракасе (с 2013, в том же году власти отказались от планов бальзамирования Чавеса)

Кроме того, в 1985 власти Гайаны отказались от планов постройки мавзолея для забальзамированного тела Форбса Бёрнема.

### Океания
- Королевский мавзолей Гавайев в Гонолулу (штат Гавайи, США, с 1863)
- Мемориал Мэсси близ Веллингтона (с 1930)